# Tai Kang
Tai Kang (chiń. 太康) – 3. władca Chin z dynastii Xia, panujący w latach 2188–2160 p.n.e.